# Ravesa Lleshi
Ravesa Lleshi (1976. június 1. –) albán nemzetközi jogi szakértő, Albánia állandó képviselője az Egyesült Nemzetek Szervezeténél.

## Élete
1976. június 1-jén született. A Tilburgi Egyetemen szerzett nemzetközi és európai jogi diplomát. Több éven át főszerkesztője volt egykori iskolája által kiadott Tilburg Law Review folyóiratnak. 2003 és 2013 között szerkesztőként dolgozott a Wolf Legal Publishers holland kiadónál. 2010 és 2014 között a Tiranában a New York-i Egyetem albán filiálisán tartott előadást, és egyúttal a helyi közgazdasági intézet tanácsadója is volt.
2013 szeptemberében a külügyminiszter nemzetközi szervezetekért, nemzetközi jogért és biztonságpolitikáért felelős tanácsadója lett. Ezt a tisztséget 2016 februárjáig töltötte be, majd Albánia Állandó Képviselete az Európai Biztonsági és Együttműködési Szervezetnél és a Nemzetközi Szervezeteknél Bécsben. 2018 áprilisában Albánia állandó képviselője lett az ENSZ Hivatalánál és a nemzetközi szervezeteknél Genfben.
Folyékonyan beszél angolul és hollandul.

## Fordítás
- Ez a szócikk részben vagy egészben  a   Ravesa Lleshi című lengyel Wikipédia-szócikk ezen változatának fordításán alapul.  Az eredeti cikk szerkesztőit annak laptörténete sorolja fel. Ez a jelzés csupán a megfogalmazás eredetét és a szerzői jogokat jelzi, nem szolgál a cikkben szereplő információk forrásmegjelöléseként.